# Сто години (Пингвина)
„Сто години“ (на италиански: Cent'Anni) е четвъртият епизод на американския криминален драматичен сериал „Пингвина“, който е разклонение на игралния филм от 2022 г. „Батман“. Епизодът е написан от Джон Маккъчън и е режисиран Хелън Шейвър. Премиерата на епизода е на 13 октомври 2024 г. по Ейч Би О в Съединените щати, като в същия ден е достъпен и в стрийминг платформата „Макс“.
Действащ малко след събитията във филма, сериалът изследва възхода към властта на Озуолд „Оз“ Коб/Пингвина (в ролята Колин Фарел) в престъпния подземен свят на Готъм Сити. Оз се оказва съюзник с млад мъж на име Виктор (Рензи Фелиз), като същевременно трябва да се справи с присъствието на София Фалконе (Кристин Милиоти), която търси отговори относно изчезването на брат си.
Епизодът получава изключително положителни отзиви от критиците, като Милиоти получава широко признание за изпълнението си в епизода.

## Сюжет
След като пресреща Оз и София пред нощния клуб, Надя Марони разкрива на София двуличието на Оз, което включва убийството на Алберто. Оз моли за живота си, като твърди, че е използвал София само за да получи достъп до наркотика. Когато Виктор пристига и блъска привържениците на Марони с колата, Оз бяга с него, оставяйки ранена София. Тя вика д-р Ръш за помощ, преди да припадне от раните си.
В ретроспекции София открива тялото на майка си Изабела, която изглежда се е обесила. Години по-късно София оглавява фондация, кръстена на майка ѝ, и е приятелка с Оз, нейния шофьор. Докато си тръгва от благотворително събитие, към София се приближава репортерката Съмър Глийсън, която ѝ казва, че няколко жени, които са работили в клубовете на баща ѝ, са починали от очевидно самоубийство, точно както Изабела. София отказва да се включи в разследването.
Бащата на София, Кармайн, изразява гордост от нея и се надява тя да го наследи като престъпен бос вместо брат ѝ. Тя го пита за смъртта на майка си, но Кармайн твърди, че това е самоубийство. Съмър продължава да моли София за помощ за достъп до клубовете на Кармайн, като твърди, че раните по врата на Изабела са доказателство за убийство. София започва да си спомня други подробности, които сочат, че майка ѝ е била убита.
Кармайн се изправя срещу София за срещите ѝ със Съмър, разкривайки, че Оз го е информирал и че тя е част от полицейско разследване на смъртните случаи при обесване. Кармайн е заподозрян. Когато София забелязва, че ръцете му са били наранени в деня, в който е намерила трупа на майка си, Кармайн я отпраща и нарежда на Оз да я закара до дома. По пътя те са спрени от Уилям Кензи и други полицаи, които арестуват София за убийството на жените, включително Съмър.
Тя е изпратена в „Аркам“ за шест месеца, докато чака съдебен процес, спечелвайки прякора „Палача“ в пресата. Тя е малтретирана от други затворници и подложена на електрошокова терапия от нейния лекар Вентрис. Въпреки това, сътрудникът на Вентрис, д-р Ръш, е скептичен, че София наистина е извършила престъпленията. Шест месеца по-късно Алберто посещава София, като я информира, че Вентрис е убедил съдията, че София не е в състояние да бъде съдена, ограничавайки я в лудницата за неопределено време. Достигайки точката си на пречупване, София убива Свраката, друга затворничка, преди да бъде упоена.
В настоящето София се събужда в дома на Ръш. Тя намеква, че Ръш е мотивиран от романтични чувства към нея, вместо от морал или алтруизъм. След това тя се оплаква от ситуацията си и затова, че няма съюзници, но осъзнава, че самият свят е разбит. След това София отива в семейния си дом, където Лука ръководи семейна вечеря, и осъжда роднините си, че отказват да ѝ помогнат и вместо това пишат писма, в които са твърдели, че е престъпно луда, за да я държат в „Аркам“. Същата нощ тя тайно извежда Джия, дъщеря на братовчедка си Карла, от имението и двете спят в оранжерията. На сутринта София се връща в къщата, където е пуснала газ, който е убил всички вътре през нощта. Въоръжена с пистолет, тя събужда единствения оцелял, Джони Вити, като му казва, че трябва да говорят.

## Производство

### Развитие
Епизодът е написан от наблюдаващия продуцент Джон Маккъчън и режисиран от Хелън Шейвър. Шоурънърът Лорън ЛеФранк привлича Шейвър, след като работи с нея по сериала Импулс, като Шейвър коментира: „След като прочетох четвърти епизод, просто си казах „добре, правя го“. Така разбрах пътуването до първичната травма и разплитането на тази жена, нейното прераждане“.

### Сценарий
Лорън ЛеФранк обяснява, че харесва епизод, в който основната сюжетна линия ще вземе пауза, за да се съсредоточи правилно върху конкретен герой. Тя казва: „Ако ангажирате публиката правилно, хората трябва да са готови да попътуват с вас“. Въпреки иронията да остави Оз настрани в епизода, тя чувства, че е важно да се разбере историята на София, „за да можете да разберете Оз психологически“. ЛеФранк базира арката на София върху Розмари Кенеди, „„забравената“ или „скритата“ сестра на президента Джон Ф. Кенеди. След като е лоботомирана от собствения си баща, тя остава трайно недееспособна, неспособна да говори и институционализирана за повече от 60 години“. ЛеФранк коментира: „В историята на психиатричните заведения обикновено някой би казал, че една жена е „истерична“, и след това биха я затворили“.

## В България
Епизодът е излъчен премиерно в България по Ейч Би О на 14 октомври 2024 г., като от същия ден е достъпен и в стрийминг платформата „Макс“, субтитриран на български език.